# Arne Dagfin Dahl
Arne Dagfin Dahl (Kristiania, 24 de mayo de 1894 – Oslo, 26 de octubre de 1990) fue un oficial militar noruego más conocido como comandante del Batallón Alta durante los combates en Narvik en el norte de Noruega en 1940. Además, en las fases finales de la Segunda Guerra Mundial estuvo al mando del pequeño contingente enviado por el Ejército Noruego para hacerse cargo de la provincia de Finnmark, tras ser liberada por los soviéticos después de la exitosa operación Petsamo-Kirkenes.

## Biografía

### Infancia y juventud
Nació en Kristiania el 24 de mayo de 1894, era hijo del director de correos Ragnvald Dahl y de Anna Othilie Stablum y hermano del también oficial del ejército, Ørnulf Dahl. Hizo su examen artium en 1912, se graduó de la escuela de negocios en 1919 e ingresó en los estudios de derecho en la Royal Frederick University (actual Universidad de Oslo) en 1921. En 1924, abandonó la universidad para convertirse en director de la Federación Noruega de Automóviles. Dahl había obtenido una licencia de piloto internacional en 1918.
El 17 de septiembre de 1921, se casó con Astri Thinn Christophersen, nacida en Kristiania el 12 de julio de 1901. Para 1930, la pareja tenía tres hijas. Entre los años 1920-1924, Dahl trabajó como profesor de educación física en el gimnasio de la escuela St. Hanshaugens. De 1920 a 1924 trabajó como secretario en el Oslo Forsvarsforening, y de 1923 a 1929 editó la revista automovilística Norsk Motorblad.

### Carrera militar

#### Primera Guerra Mundial
Se graduó en la Academia Militar Noruega en 1915, con el rango de teniente primero. Durante la Primera Guerra Mundial, prestó servicio por primera vez en la guardia de neutralidad del ejército noruego entre 1915 y 1916, con el 14.º Regimiento de Infantería. Luego se desempeñó como agregado militar noruego en el Reino Unido (1916-1919) y Bélgica (1917-1919).
En relación con esta asignación a Bélgica, pasó un tiempo en el frente como observador. Según un informe sobre el Batallón Alta del Ministerio de Salud y Servicios de Atención de Noruega, Dahl entró en acción durante su tiempo en el frente, luchando en una unidad británica en la Batalla del Somme en 1916.
En 1919, después de regresar a Noruega, pasó cinco años trabajando en la Academia Militar Noruega. En 1929 se convirtió en ayudante del rey  Haakon VII de Noruega y en 1930 fue ascendido a capitán.

#### Segunda Guerra Mundial
En 1939, asumió el mando del Batallón Alta y lo dirigió durante la Campaña Noruega de 1940. Desde entonces, ha sido considerado quizás el mejor comandante de batallón noruego durante los combates en Narvik. Después de la derrota aliada en Noruega sirvió en el Reino Unido y los Estados Unidos. Además, en el otoño de 1944, con el rango de coronel, fue nombrado comandante de la Misión Militar de Noruega. En 1941, se convirtió en el primer noruego en asistir a la Escuela de Comando y Estado Mayor del Ejército de los Estados Unidos en Fort Leavenworth, Kansas.

##### Comando en la región noruega de Finnmark

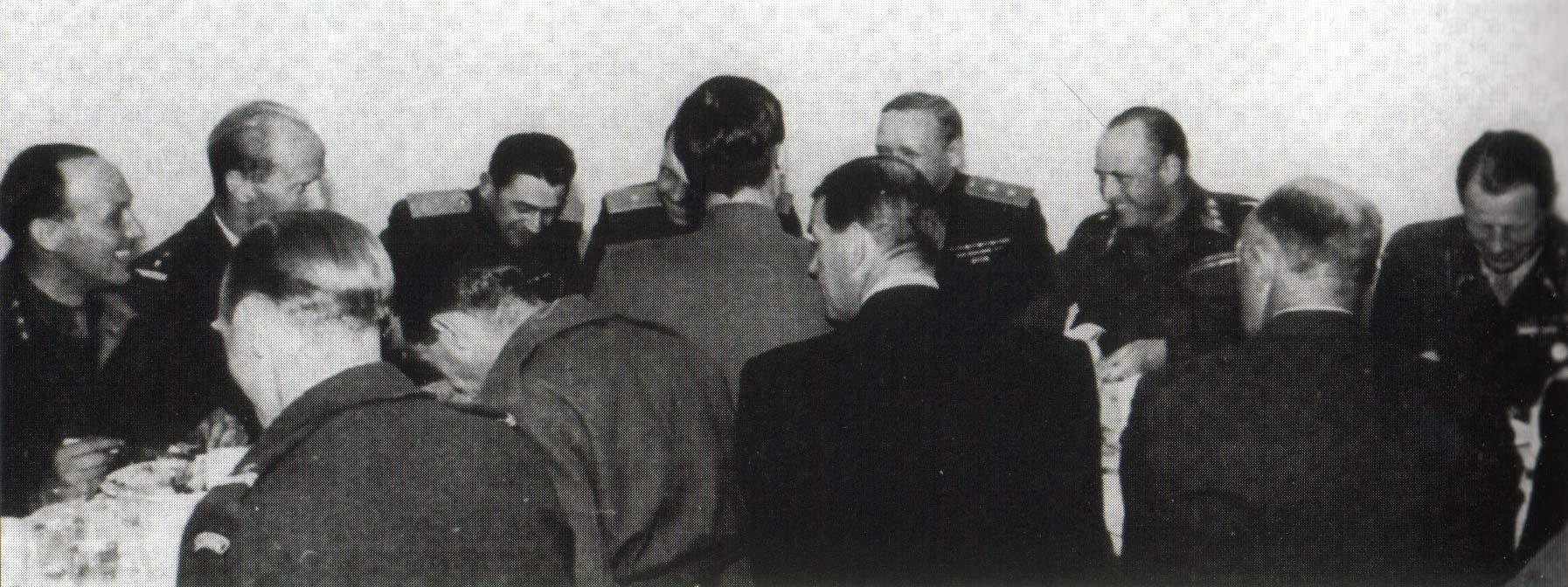
Cena en la ciudad noruega de Kirkenes en julio de 1945. En segundo plano, por la derecha: el coronel Arne D. Dahl, el príncipe heredero Olav y el comandante de las fuerzas soviéticas en Noruega, el teniente general Vladímir Shcherbakov.

En noviembre de 1944, se hizo cargo de las fuerzas noruegas que fueron transferidas para ayudar en la liberación de Finnmark. Una vez allí, asumió el control del territorio liberado por los soviéticos, comandando las Fuerzas Noruegas Libres formadas por algunas unidades noruegas que se habían refugiado en Gran Bretaña tras la ocupación del país por los alemanes en 1940, así como por milicias reclutadas localmente y algunas tropas policiales recién llegadas de Suecia. En el momento de la capitulación alemana en Noruega el 8 de mayo de 1945, Dahl tenía bajo su mando en Finnmark alrededor de 3000 soldados. Aunque no participaron en combate alguno, estas tropas estuvieron muy involucradas en ayudar a la población civil y sirvió como símbolo de la soberanía noruega en el área. A Dahl, por su parte, le preocupaba que las fuerzas soviéticas, que habían estado estacionadas en el este de Finnmark desde el fin de la Operación Petsamo-Kirkenes en octubre de 1944, no se retiraran después del final de la guerra. Estas preocupaciones resultaron ser infundadas ya que todas las fuerzas soviéticas abandonaron el territorio noruego el 25 de septiembre de 1945.

### Posguerra

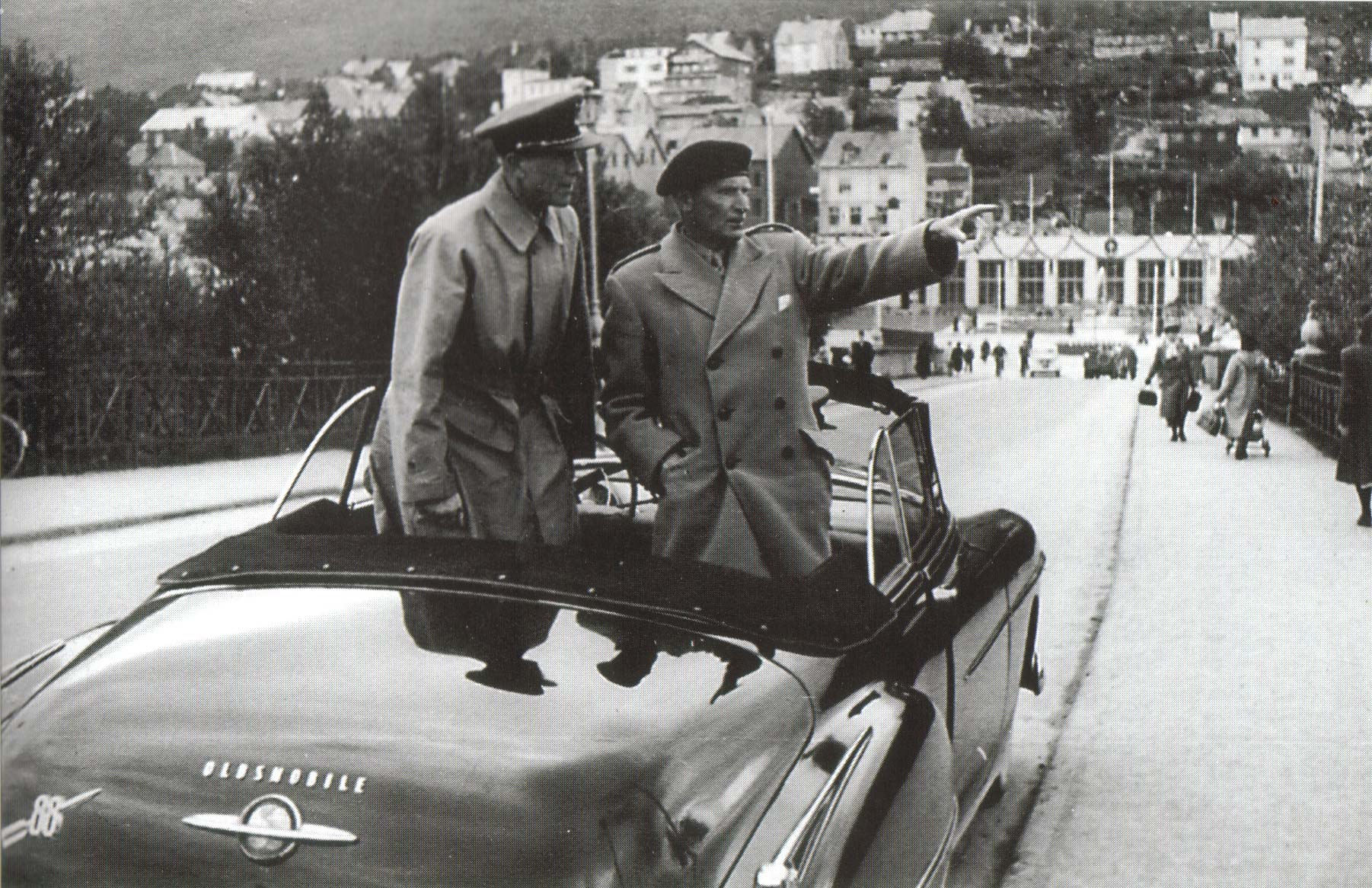
El comandante supremo adjunto de la OTAN en Europa el mariscal de campo Bernard Law Montgomery y el mayor general Arne Dagfin Dahl en una inspección en Narvik el 5 de julio de 1951.

Después de la guerra fue ascendido a mayor general y comandante del Comando del Distrito Norte en 1945.
En el período comprendido entre el 1 de septiembre de 1949 y el 31 de octubre de 1950, estuvo al mando del Grupo de Brigadas Independientes de Noruega en Alemania.

## Condecoraciones
- Oficial de la Orden del Imperio Británico.[5]
- Caballero de la Orden de la Corona (Bélgica).[5]
- Comandante de la Legión de Honor (Francia).[12]
- Estrella de Bronce (Estados Unidos).[12]
- Medalla de Defensa 1940-1945 (Noruega).[12]
- Medalla de San Olav con Rama de Roble (Noruega)